# Lily King
Pour les articles homonymes, voir King.
Œuvres principales
- Euphoria

Lily King, née en 1963, est une écrivaine américaine.

## Œuvres

### Romans
- (en) The Pleasing Hour, 1999
- (en) The English Teacher, 2005
- La Pluie et le beau temps, Presses de la Cité, 2012 ((en) Father of the Rain, 2010)
- Euphoria, Christian Bourgois, 2016 ((en) Euphoria, 2014)

### Recueil de nouvelles
- (en) Up in Ontario and Other Stories, 1995